# Skisprungschanzen am Wurmberg

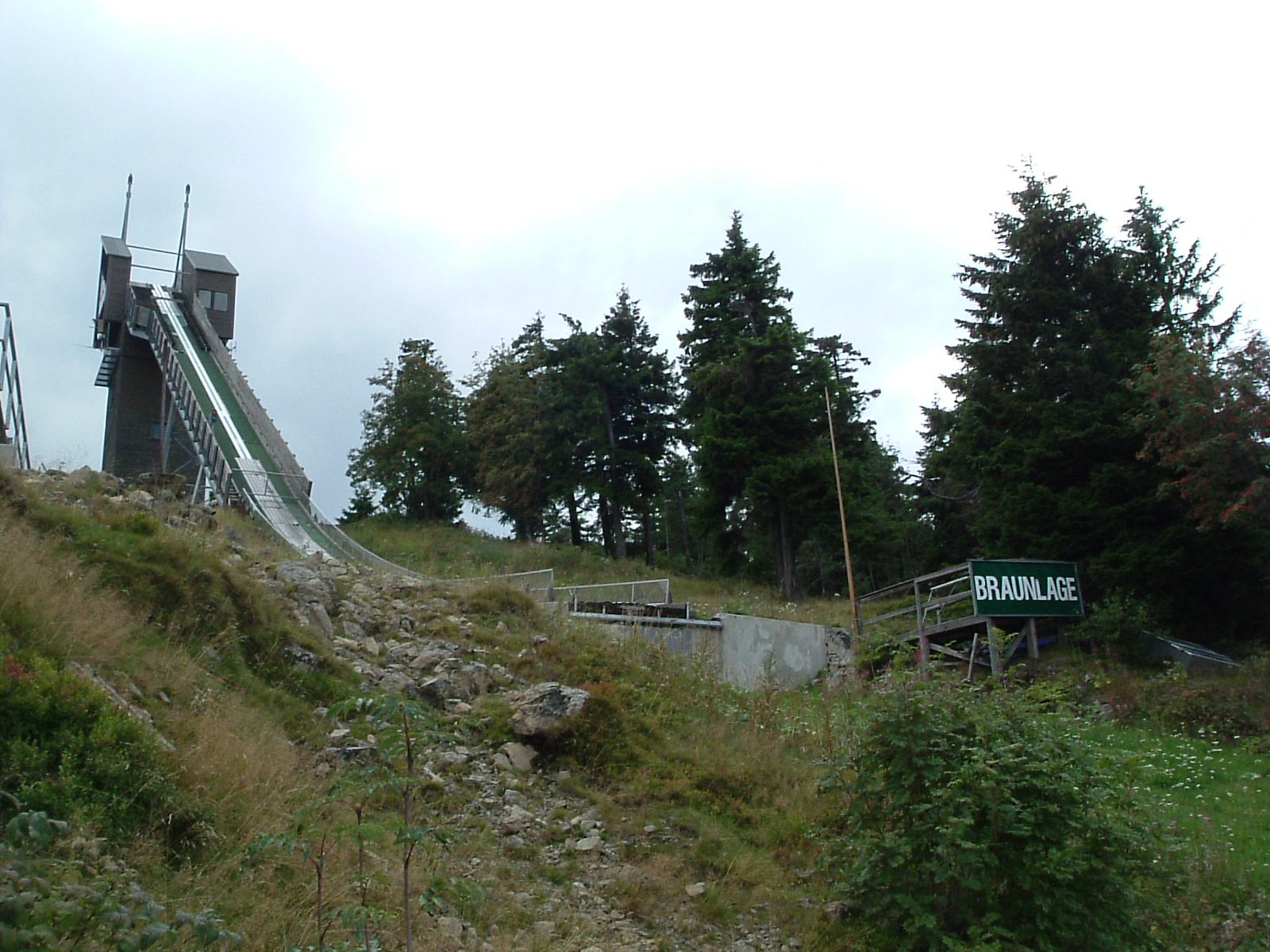
Wurmbergschanze

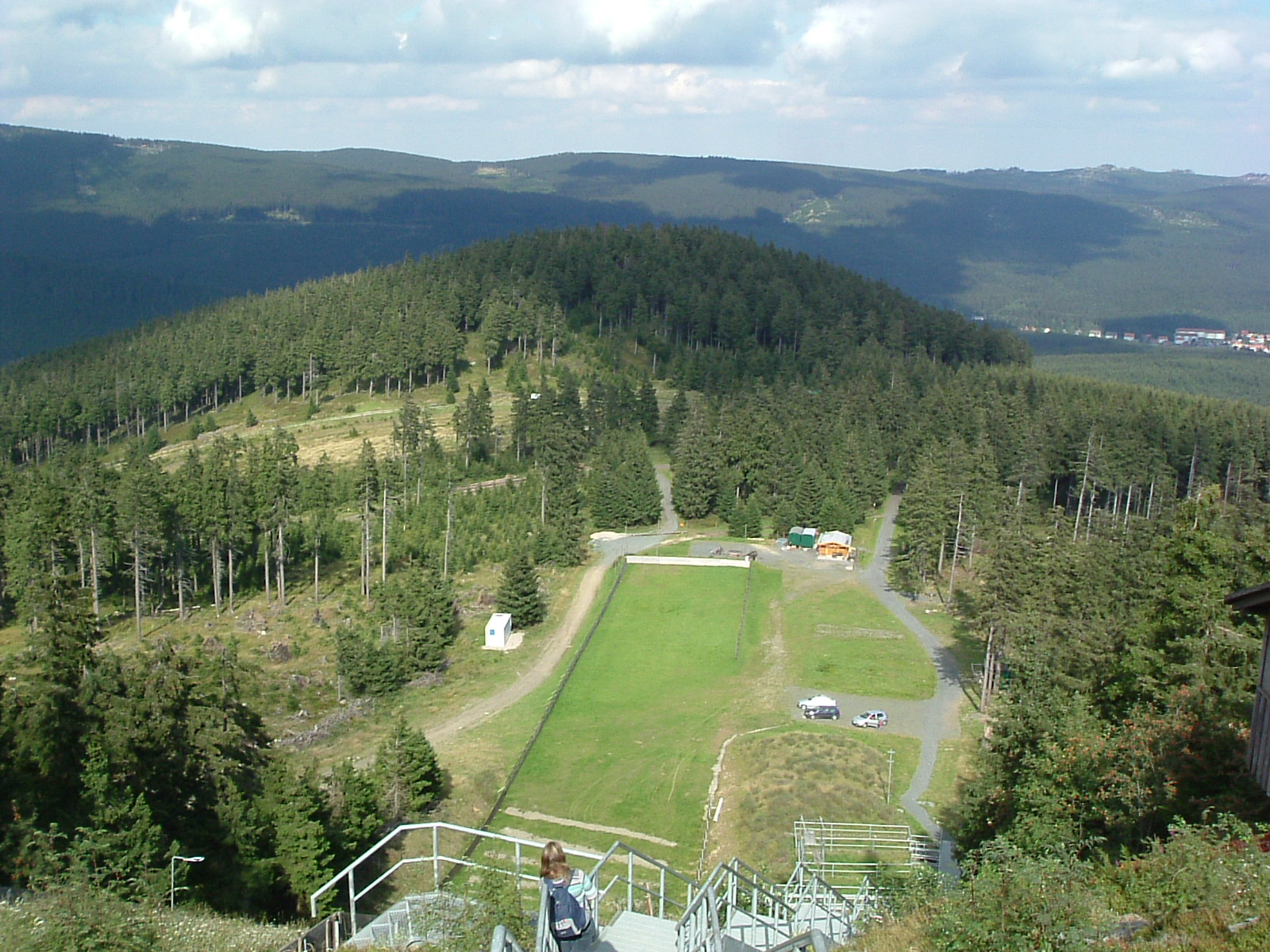
Auslauf der Wurmbergschanze

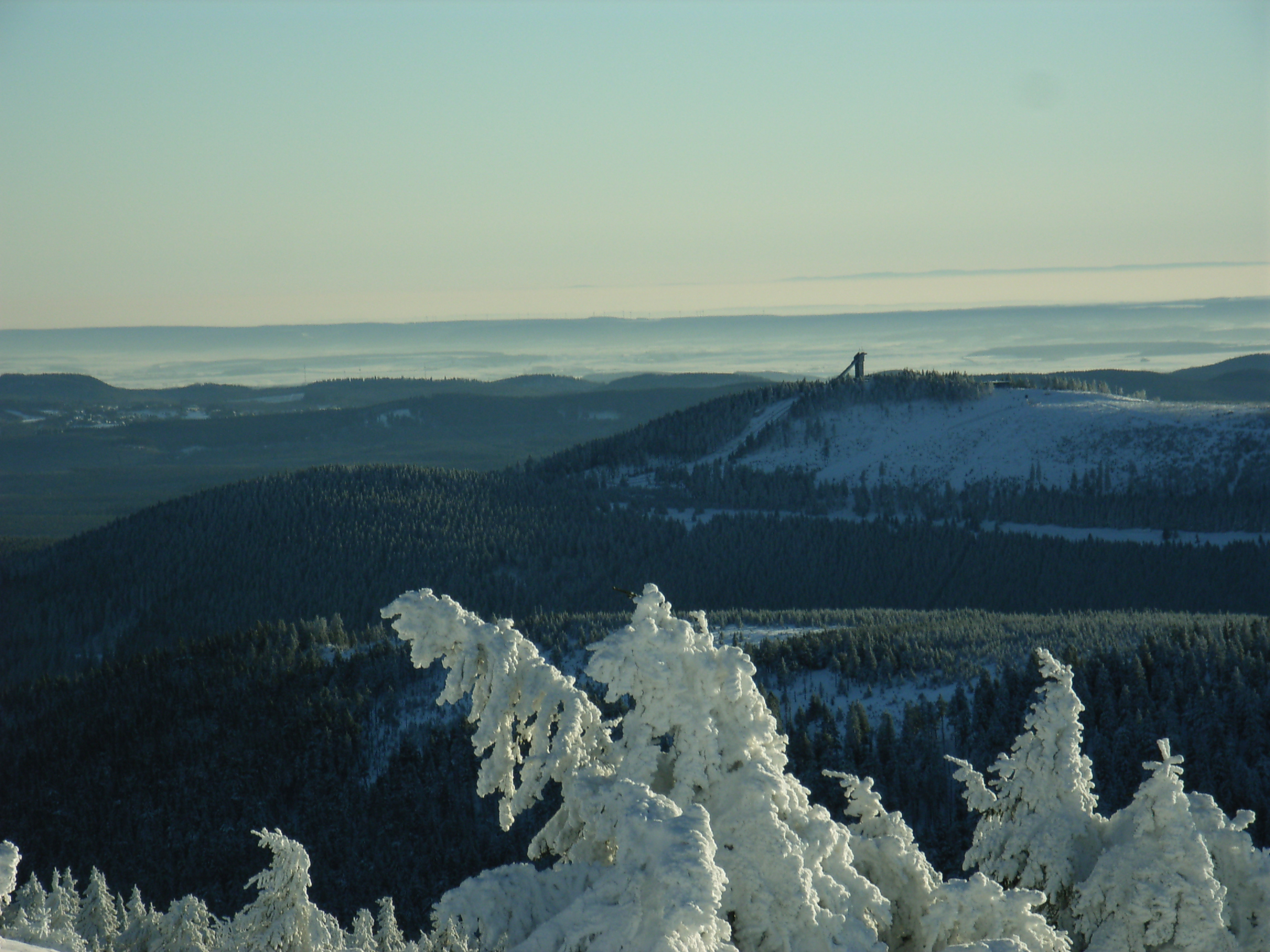
Blick vom Brocken zum Wurmberg mit der Wurmbergschanze

Die Skisprungschanzen am Wurmberg sind mehrere Skisprungschanzen am Fuß des im Mittelgebirge Harz gelegenen Wurmberg (971,2 m ü. NHN). Sie stehen im Stadtgebiet von Braunlage im niedersächsischen Landkreis Goslar. Während sich am Südfuß die Brockenwegschanzen befinden, wurde 2014 die auf dem Gipfel stehende Wurmbergschanze abgerissen.

## Wurmbergschanze
Die Wurmbergschanze war die größte Schanze im Harz. Sie stand etwa 80 m östlich und wenige Meter unterhalb des Wurmberggipfels. Ihr Auslauf war nordostwärts in Richtung des im benachbarten Sachsen-Anhalt gelegenen Großen Winterbergs (906,4 m) nahe Schierke gerichtet. Der Schanzenturm hatte eine Aussichtsplattform (siehe unten).
Sie wurde 1922 als 40-Meter-Schanze erbaut. Auch während des Kalten Krieges fanden dort Skisprungveranstaltungen statt, obwohl sich die Grenzanlagen zur DDR nur wenige Meter hinter dem Auslauf befanden. 1951 wurde die Schanze erstmals umgebaut und nach vielen weiteren Jahren 1984 zur 80-m-Schanze ausgebaut. 1991 fand eine Erweiterung zur 83-m-Schanze statt. Beim letzten Umbau der Schanze in den Jahren 2001/2002 wurde sie komplett erneuert und zur 90-m-Schanze ausgebaut. Die neue Metallanlaufspur (beheizbar) mit Glas-Keramik-Beschichtung bot allen Springern gleiche Verhältnisse in der Anfahrt. Von 1996 bis 2011 fanden dort bei entsprechender Schneelage alljährlich internationale Skispringen um den FIS Continental-Cup statt.
Im Juni 2014 ordnete Braunlages Bürgermeister Stefan Grote an, die Konstruktion abzureißen. Grund sei ein alarmierender Zustand der Bausubstanz, aufgrund dessen bereits „beim nächsten Orkan ein Einsturz droht“. Schon länger waren zudem Probleme mit der Statik bekannt, weshalb zeitweilig eine Sanierung ins Auge gefasst wurde. Der Bau einer neuen Schanze scheint unrealistisch, ein neuer Turm mit Aussichtsplattform auf 1000 Metern Höhe ist geplant. Ende August 2014 war die Demontage der Wurmbergschanze beendet.
Seit 2018 gibt es Planungen für einen Neubau, der rund 8,5 Millionen Euro kosten soll.

### Technische Daten
| Wurmbergschanze                           | Wurmbergschanze |
| Anlauf                                    | Anlauf          |
| ----------------------------------------- | --------------- |
| Anlauflänge                               | 86 m            |
| Neigung des Anlaufs (γ)                   | 36°             |
| Anlaufgeschwindigkeit                     | 85 km/h         |
| Schanzentisch                             |                 |
| Neigung des Schanzentisches (α)           | 10,5°           |
| Aufsprung                                 |                 |
| Hillsize                                  | 100 m           |
| Konstruktionspunkt                        | 90 m            |
| Juryweite                                 | 98 m            |
| Höhendifferenz Tischkante bis K-Punkt (h) | 107,75 m        |
| K-Punkt Neigungswinkel (β)                | 36°             |
| Größe                                     |                 |
| Schanzenrekord                            | 101,0 m         |

### Schanzenrekorde
| Jahr | Name                                                            | Weite                 |
| ---- | --------------------------------------------------------------- | --------------------- |
| 1923 | Josef Adolf (TCH)                                               | 43,0 m                |
| 1928 | Mölbach-Nielsen (NOR) Franz Leodolter (AUT)                     | 52,0 m 53,5 m         |
| 1952 | Helmut Oberländer (DEU) Josef Kleisl (DEU) Toni Brutscher (DEU) | 63,5 m 67,0 m         |
| 1960 | Max Bolkart (DEU)                                               | 74,5 m                |
| 1962 | Helmut Wegscheider (DEU)                                        | 74,5 m                |
| 1978 | Peter Leitner (DEU)                                             | 81,0 m                |
| 1995 | Kai Bracht (DEU)                                                | 88,0 m                |
| 1997 | Jaroslav Kahánek (CZE)                                          | 90,5 m                |
| 2000 | Janne Ylijärvi (FIN)                                            | 91,5 m                |
| 2002 | Jörg Ritzerfeld (DEU) Michael Neumayer (DEU)                    | 92,0 m 98,0 m         |
| 2003 | Bine Zupan (SLO) Michael Möllinger (DEU) Morten Solem (NOR)     | 98,0 m 99,5 m 101,0 m |

### Internationale Wettbewerbe
Auf der Wurmbergschanze fanden folgende von der FIS organisierte Sprungwettbewerbe statt.
| Datum            | Kategorie                       | Schanze           | 1. Platz                                                                     | 2. Platz                                                                     | 3. Platz                                                                     |
| ---------------- | ------------------------------- | ----------------- | ---------------------------------------------------------------------------- | ---------------------------------------------------------------------------- | ---------------------------------------------------------------------------- |
| 6. Februar 1999  | Continental Cup                 | K80               | Aril Carlson                                                                 | Roland Wakolm Martin Zimmermann                                              |                                                                              |
| 7. Februar 1999  | Continental Cup                 | K80               | Falko Krismayr                                                               | Marius Småriset                                                              | Robert Kranjec                                                               |
| 22. Januar 2000  | Continental Cup                 | K80               | Arne Sneli                                                                   | Roland Audenrieth                                                            | Karl-Heinz Dorner                                                            |
| 23. Januar 2000  | Continental Cup                 | K80               | Toni Nieminen                                                                | Dirk Else                                                                    | Roland Audenrieth                                                            |
| 2. Februar 2002  | Continental Cup                 | K90               | Jörg Ritzerfeld                                                              | Manuel Fettner                                                               | Michael Neumayer                                                             |
| 3. Februar 2002  | Continental Cup                 | K90               | Jörg Ritzerfeld                                                              | Lauri Hakola                                                                 | Jakub Jiroutek                                                               |
| 1. Februar 2003  | Continental Cup                 | K90               | Michael Möllinger                                                            | Morten Solem                                                                 | Balthasar Schneider                                                          |
| 2. Februar 2003  | Continental Cup                 | K90               | Morten Solem                                                                 | Bine Zupan                                                                   | Stefan Thurnbichler                                                          |
| 17. Januar 2004  | Weltcup-B Nordische Kombination | Sprint K90/7,5 km | Wettkampf abgesagt                                                           | Wettkampf abgesagt                                                           | Wettkampf abgesagt                                                           |
| 18. Januar 2004  | Weltcup-B Nordische Kombination | Massen 10 km/K90  | Jochen Strobl                                                                | Tomáš Slavík                                                                 | Bernhard Gruber                                                              |
| 24. Januar 2004  | Continental Cup                 | K90               | Andreas Widhölzl                                                             | Janne Happonen                                                               | Stefan Kaiser                                                                |
| 25. Januar 2004  | Continental Cup                 | K90               | Janne Happonen                                                               | Balthasar Schneider                                                          | Andreas Widhölzl                                                             |
| 5. Februar 2005  | Continental Cup                 | HS100             | Thomas Lobben                                                                | Robert Kranjec                                                               | Primož Pikl                                                                  |
| 6. Februar 2005  | Continental Cup                 | HS100             | Thomas Lobben                                                                | Choi Yong-jik                                                                | Rok Urbanc                                                                   |
| 28. Januar 2006  | Continental Cup                 | HS100             | Mathias Hafele                                                               | Gerald Wambacher                                                             | Li Yang                                                                      |
| 29. Januar 2006  | Continental Cup                 | HS100             | Harri Olli                                                                   | Choi Yong-jik                                                                | Gerald Wambacher Bine Zupan                                                  |
| 20. Januar 2007  | Continental Cup                 | HS100             | Wettkampf abgesagt                                                           | Wettkampf abgesagt                                                           | Wettkampf abgesagt                                                           |
| 21. Januar 2007  | Continental Cup                 | HS100             | Wettkampf abgesagt                                                           | Wettkampf abgesagt                                                           | Wettkampf abgesagt                                                           |
| 9. Februar 2008  | Continental Cup                 | HS100             | Wettkampf abgesagt                                                           | Wettkampf abgesagt                                                           | Wettkampf abgesagt                                                           |
| 10. Februar 2008 | Continental Cup                 | HS100             | Wettkampf abgesagt                                                           | Wettkampf abgesagt                                                           | Wettkampf abgesagt                                                           |
| 3. Januar 2009   | Continental Cup                 | HS100             | Martin Cikl                                                                  | Andreas Strolz                                                               | Lukáš Hlava Jan Matura                                                       |
| 4. Januar 2009   | Continental Cup                 | HS100             | Sigurd Pettersen                                                             | Lukáš Hlava                                                                  | Andreas Strolz                                                               |
| 9. Januar 2010   | Continental Cup der Damen       | HS100             | Wegen starker und anhaltender Schneefälle und der anhaltenden Winde abgesagt | Wegen starker und anhaltender Schneefälle und der anhaltenden Winde abgesagt | Wegen starker und anhaltender Schneefälle und der anhaltenden Winde abgesagt |
| 10. Januar 2010  | Continental Cup der Damen       | HS100             | Wegen starker und anhaltender Schneefälle und der anhaltenden Winde abgesagt | Wegen starker und anhaltender Schneefälle und der anhaltenden Winde abgesagt | Wegen starker und anhaltender Schneefälle und der anhaltenden Winde abgesagt |
| 15. Januar 2011  | Continental Cup der Damen       | HS100             | Coline Mattel                                                                | Daniela Iraschko                                                             | Jacqueline Seifriedsberger                                                   |
| 16. Januar 2011  | Continental Cup der Damen       | HS100             | Coline Mattel                                                                | Daniela Iraschko                                                             | Melanie Faißt                                                                |

### Aussichtsplattform
Der etwa 30 m hohe Anlaufturm der einstigen Wurmbergschanze hatte eine Aussichtsplattform. Bei guten Sichtbedingungen konnte von dort ein Rundblick von manchmal über 100 km Entfernung genossen werden. Sodann waren neben der Aussicht im Harz, unter anderem in Richtung Brocken sowie nach Braunlage und Schierke, im Südosten das Kyffhäuser-Gebirge, im Süden der Thüringer Wald, im Südwesten der Knüll und die Gebirge bei Kassel, wie Kaufunger Wald und Habichtswälder Bergland, dahinter liegend das Rothaargebirge sowie im Nordosten die Magdeburger Börde zu sehen.

## Brockenwegschanzen
Die Brockenwegschanzen stehen am Südfuß des Wurmbergs westlich der Trasse der Wurmbergseilbahn oberhalb der Warmen Bode nahe dem Ortsrand von Braunlage.
Dazu gehören zwei Schülerschanzen (K 7 und K 15), zwei Mattenschanzen (K 40 und K 58) und die verfallene Winterschanze (K 70). Der WSV Braunlage richtet auf den Brockenwegschanzen regionale und internationale Skispringen aus. Alle bis auf die K 70-Schanze sind mit Matten belegt. Den Auslauf der Anlage kreuzt eine befahrbare Forststraße, die mit einer Ampelanlage versehen ist.

### Schanzenrekorde
| Schanze | Jahr                | Name                                                                       | Weite              |
| ------- | ------------------- | -------------------------------------------------------------------------- | ------------------ |
| K 70    | 1993                | Jörg Büttner (DEU)                                                         | 75 m               |
| K 58    | 2004 2005 2007      | Marcel Krüger (DEU) Roman Koudelka (CZE) Adrian Brück (DEU)                | 61 m 63,5 m 65,5 m |
| K 40    | 1999 2003 2005 2008 | Franz Eppers (DEU) Sascha Kniss (DEU) Lukas Beyer (DEU) Carlo Kühnel (DEU) | 44,5 m 45 m        |